# 桃温万户府故城
桃温万户府故城或称元代桃温军民万户府古城，位于黑龙江省佳木斯市汤原县香兰镇红胜村北。因附近的双河村，故又称双河古城。
遗址是辽朝五国部之一的盆奴里国故城，金朝为屯河猛安故城。元朝时，元朝政府在松花江下游设立五个军民万户府，桃温军民万户府为辽阳等处行中书省开元路所辖。“桃温”一名来自于遗址东边的桃温水（今汤旺河）。明朝，为成讨温卫故城。清朝为布尔和噶珊，又称布尔和城。考古发现，遗址中有辽、金、元、明、清各个时期的文物，此类遗址在黑龙江流域较为少见。
1980年5月24日，元代桃温军民万户府城址被汤原县委员会批准为县级文物保护单位。1981年1月27日，元代桃温军民万户府古城被黑龙江省人民政府列为第一批省级文物保护单位。2006年5月25日，中国国务院公布桃温万户府故城为第六批全国重点文物保护单位（古遗址）。